# Сибишел (Хунедоара)
Сибишел (рум. Sibișel) насеље је у Румунији у округу Хунедоара у општини Рау де Мори. Oпштина се налази на надморској висини од 514 m.

## Становништво
Према подацима из 2011. године у насељу је живело 270 становника.